# 1972年夏季残疾人奥林匹克运动会芬兰代表团
1972年夏季残疾人奥林匹克运动会芬兰代表团是芬兰派出的1972年夏季残疾人奥林匹克运动会代表团。获得2枚银牌和1枚铜牌。